# NHK Trophy de 1989
NHK Trophy de 1989 foi a décima edição do NHK Trophy, um evento anual de patinação artística no gelo organizado pela Federação Japonesa de Patinação (em japonês:  日本スケート連盟). A competição foi disputada na cidade de Kobe, Japão.

## Eventos
- Individual masculino
- Individual feminino
- Duplas
- Dança no gelo

## Medalhistas
| Evento                        | Ouro                                                  | Prata                                             | Bronze                                          |
| Individual masculino detalhes | Viktor Petrenko · União Soviética                     | Alexander Fadeev · União Soviética                | Kurt Browning · Canadá                          |
| Individual feminino detalhes  | Midori Ito · Japão                                    | Kristi Yamaguchi · Estados Unidos                 | Tonia Kwiatkowski · Estados Unidos              |
| Duplas detalhes               | Ekaterina Gordeeva · Sergei Grinkov · União Soviética | Larisa Selezneva · Oleg Makarov · União Soviética | Christine Hough · Doug Ladret · Canadá          |
| Dança no gelo detalhes        | Marina Klimova · Sergei Ponomarenko · União Soviética | Oksana Grishuk · Evgeni Platov · União Soviética  | Jo-Anne Borlase · Martin Smith · Estados Unidos |

## Resultados

### Individual masculino
| Pos.              | Nome              | Nacionalidade   | Pontos | PC | PL |
| ----------------- | ----------------- | --------------- | ------ | -- | -- |
| Medalha de ouro   | Viktor Petrenko   | União Soviética | 1.5    | 1  | 1  |
| Medalha de prata  | Alexander Fadeev  | União Soviética | 4.0    | 2  | 3  |
| Medalha de bronze | Kurt Browning     | Canadá          | 5.5    | 7  | 2  |
| 4                 | Erik Larson       | Estados Unidos  | 5.5    | 3  | 4  |
| 5                 | Jung Sung Il      | Coreia do Sul   | 8.0    | 4  | 6  |
| 6                 | Tatsuya Fujii     | Japão           | 9.5    | 14 | 7  |
| 7                 | Matthew Hall      | Canadá          | 12.0   | 14 | 5  |
| 8                 | Masakazu Kagiyama | Japão           | 13.0   | 8  | 9  |
| 9                 | Zhang Shubin      | China           | 14.0   | 12 | 8  |
| 10                | Mitsuhiro Murata  | Japão           | 15.0   | 6  | 12 |
| 11                | Éric Millot       | França          | 16.5   | 13 | 10 |
| 12                | Ralph Burghart    | Áustria         | 16.5   | 11 | 11 |
| 13                | Cameron Medhurst  | Austrália       | 17.5   | 9  | 13 |
| 14                | David Liu         | Taipé Chinesa   | 19.0   | 10 | 14 |

### Individual feminino
| Pos.              | Nome              | Nacionalidade      | Pontos | PC | PL |
| ----------------- | ----------------- | ------------------ | ------ | -- | -- |
| Medalha de ouro   | Midori Ito        | Japão              | 1.5    | 1  | 1  |
| Medalha de prata  | Kristi Yamaguchi  | Estados Unidos     | 3.5    | 3  | 2  |
| Medalha de bronze | Tonia Kwiatkowski | Estados Unidos     | 4.0    | 2  | 3  |
| 4                 | Carola Wolff      | Alemanha Ocidental | 7.5    | 5  | 5  |
| 5                 | Stefanie Schimid  | Suíça              | 8.0    | 4  | 6  |
| 6                 | Junko Yaginuma    | Japão              | 8.5    | 9  | 4  |
| 7                 | Mari Asanuma      | Japão              | 11.0   | 6  | 8  |
| 8                 | Chen Lu           | China              | 12.0   | 10 | 7  |
| 9                 | Tamara Téglássy   | Hungria            | 13.0   | 8  | 9  |
| 10                | Tanya Bingert     | Canadá             | 14.5   | 7  | 11 |
| 11                | Lee Eun-Hee       | Coreia do Sul      | 16.0   | 12 | 10 |
| 12                | Yvonne Pokorny    | Áustria            | 17.5   | 11 | 12 |

### Duplas
| Pos.              | Nome                                | Nacionalidade   | Pontos | PC | PL |
| ----------------- | ----------------------------------- | --------------- | ------ | -- | -- |
| Medalha de ouro   | Ekaterina Gordeeva / Sergei Grinkov | União Soviética | 1.5    | 1  | 1  |
| Medalha de prata  | Larisa Selezneva / Oleg Makarov     | União Soviética | 3.0    | 2  | 2  |
| Medalha de bronze | Christine Hough / Doug Ladret       | Canadá          | 4.5    | 3  | 3  |
| 4                 | Kristi Yamaguchi / Rudi Galindo     | Estados Unidos  | 6.0    | 4  | 4  |
| 5                 | Paula Visingardi / Jason Dungjen    | Estados Unidos  | 7.5    | 5  | 5  |
| 6                 | Danielle Carr / Stephen Carr        | Austrália       | 9.0    | 6  | 6  |

### Dança no gelo
| Pos.              | Nome                                | Nacionalidade   | Pontos | DC | DO | C+O | DL |
| ----------------- | ----------------------------------- | --------------- | ------ | -- | -- | --- | -- |
| Medalha de ouro   | Marina Klimova / Sergei Ponomarenko | União Soviética | 2.0    | 1  | 1  | 1   | 1  |
| Medalha de prata  | Oksana Grishuk / Evgeni Platov      | União Soviética | 4.0    | 2  | 2  | 2   | 2  |
| Medalha de bronze | Jo-Anne Borlase / Martin Smith      | Canadá          | 6.0    | 3  | 3  | 3   | 3  |
| 4                 | Ivana Strondalova / Milan Brzy      | Tchecoslováquia | 8.0    | 4  | 4  | 4   | 4  |
| 5                 | Lynn Burton / Andrew Place          | Reino Unido     | 10.0   | 5  | 5  | 5   | 5  |
| 6                 | Kaoru Takino / Kenji Takino         | Japão           | 12.0   | 6  | 6  | 6   | 6  |
| 7                 | Luyang Liu / Xiaolei Zhao           | China           | 14.0   | 7  | 7  | 7   | 7  |
| 8                 | Ayako Higashino / Tatsuro Matsumura | Japão           | 16.0   | 8  | 8  | 8   | 8  |
| 9                 | Yun Hee Park / Jong Hyun You        | Coreia do Sul   | 18.0   | 9  | 9  | 9   | 9  |

## Quadro de medalhas
| Ordem | País            | Medalha de ouro | Medalha de prata | Medalha de bronze |    | Ordem por total |
| ----- | --------------- | --------------- | ---------------- | ----------------- | -- | --------------- |
| 1     | União Soviética | 3               | 3                |                   | 6  | 1               |
| 2     | Japão           | 1               |                  |                   | 1  | 4               |
| 3     | Estados Unidos  |                 | 1                | 2                 | 3  | 2               |
| 4     | Canadá          |                 |                  | 2                 | 2  | 3               |
| TOTAL | TOTAL           | 4               | 4                | 4                 | 12 | —               |